# Deeper (álbum de Planetshakers)
El Álbum Deeper (Más adentro traducido al español) es una nueva producción de adoración de la banda Planetshakers, fue grabado en vivo en la Iglesia Planetshakers.

## Temas
- The Victory (4:38)
- You Are Good (3:53)
- Nothing Is Impossible (4:21)
- Hear The Sound (4:13)
- Deeper (7:39)
- Jesus Reigns (7:48)
- My Saviour (7:04)
- All The Praise (4:35)
- The One (4:18)
- I Just Want You (6:31)
- Believe (7:11)